# Vitor Gabriel
Vitor Gabriel (sinh ngày 23 tháng 11 năm 1997) là một cầu thủ bóng đá người Brasil.

## Sự nghiệp câu lạc bộ
Vitor Gabriel đã từng chơi cho Gainare Tottori.